# Dicranophragma (Brachylimnophila) garhwalense
Dicranophragma (Brachylimnophila) garhwalense is een tweevleugelige uit de familie steltmuggen (Limoniidae). De soort komt voor in het Oriëntaals gebied.